# Ospizio di Orbatello

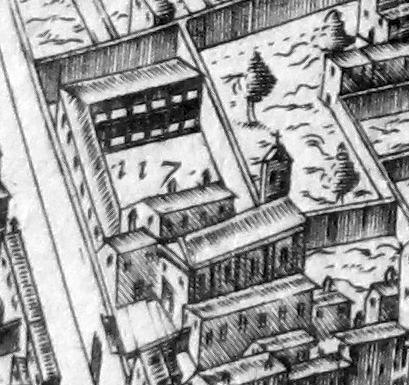
L'ospizio nella pianta del Buonsignori

L'ospizio di Orbatello è un edificio di Firenze in cui ha sede la Biblioteca di storia dell'arte dell'Università di Firenze; in precedente, dalla sua fondazione nel XIV secolo, fu un luogo di accoglienza per donne in difficoltà.

## Storia

### Le origini
L'antico ospedale detto d'Orbatello dava il nome al tratto dell'attuale via della Pergola fra via degli Alfani e via della Colonna. Venne fondato nel 1372 da Niccolò degli Alberti su disegno, pare, di Agnolo Gaddi. La costruzione, completata nel 1378, era enormemente più grande del tipico ospedale medievale fiorentino: aveva ben cento quartierini separati, in ciascuno dei quali potevano vivere due donne, ciascuna con la propria camera e una cucina in comune, mentre la struttura assistenziale tipica raramente superava i venti letti. La struttura era dedicata all'ospitalità delle donne derelitte, prive ("orbate") dell'assistenza dei congiunti. Altri fanno risalire nome comune dell'ospedale alla parola "erbeta", in riferimento ai prati che contraddistinguevano questa zona cittadina.
A questo complesso di stanze, organizzate lungo tre corsie per due piani, corrisponde l'immobile dell'Università al n. 60, fino quasi via della Colonna; oltre un cortile a orti si trovava la chiesa, dedicata all'Annunziata, che corrisponde all'attuale biblioteca, compresa la corte d'accesso e il lungo androne laterale tuttora esistenti, che introducevano, sul retro dell'oratorio, all'abitazione del priore. 

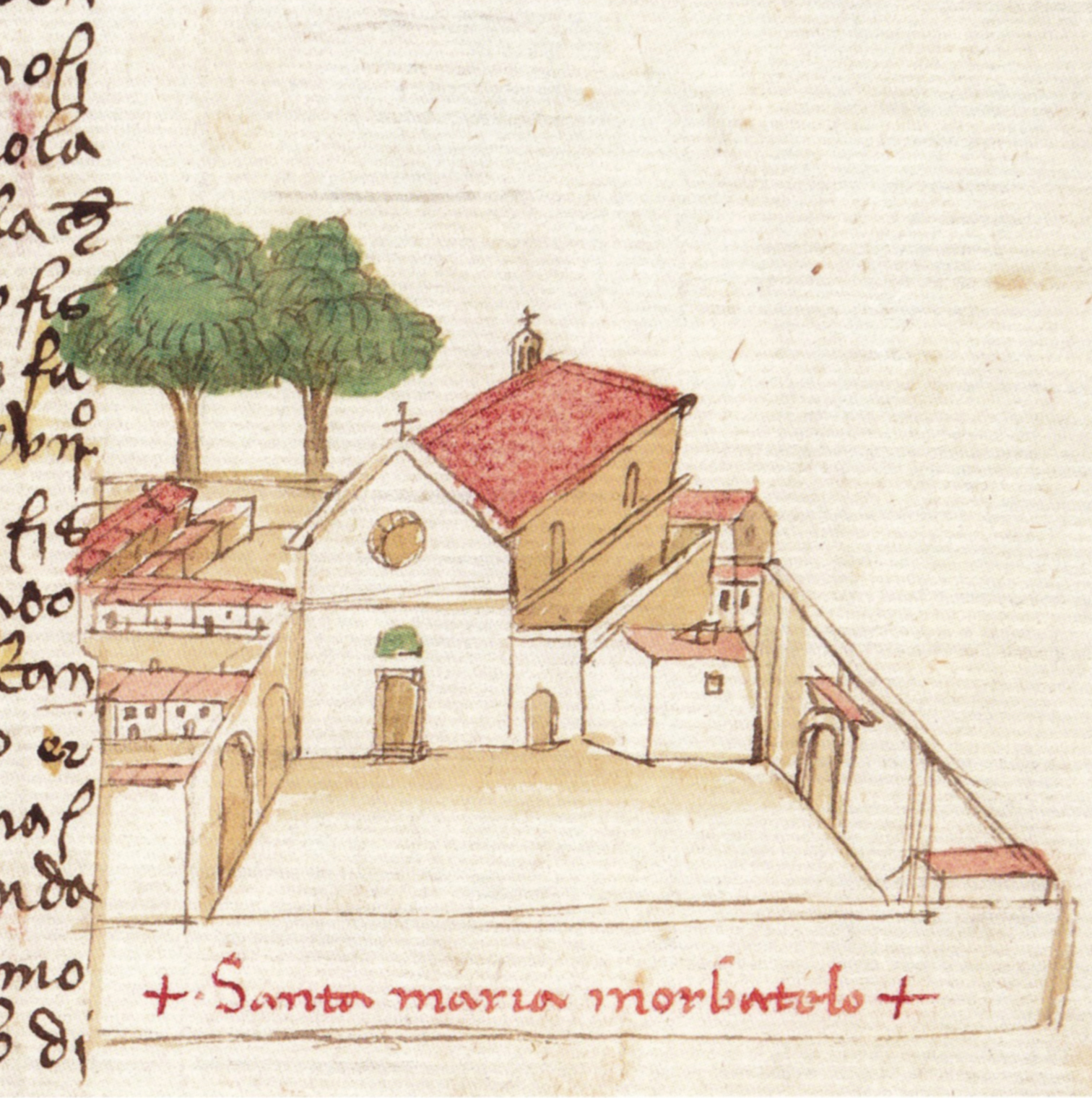
Ospizio nel Codice Rustici

La sopravvivenza dell'ambiziosa istituzione era stata assicurata da una cospicua rendita di proprietà terriere e immobiliari che Niccolò devolse, come ricordano le oculate disposizioni testamentarie del 1376 e l'iscrizione sul portale meridionale della chiesa. Dal 1401 fu gestito dai Capitani di Parte Guelfa, il cui stemma si vede pure sul portale lungo la strada.

### Le partorienti occulte
Al tempo di Cosimo III, dal 1704, accolse anche le "malmaritate", ossia le "donne gravide occulte", che fino ad allora erano state tenute nascoste dai padri filippini all'ospizio della Quarconia affinché potessero partorire senza intaccare l'onore proprio e delle loro famiglie (solo in seguito passarono all'ospizio di Maternità in via degli Alfani). L'arrivo delle "gravide occulte" rese necessari degli adattamenti agli ambienti che le separassero dalle donne vedove e le anziane. Per esse venivano infatti prese tutte le precauzioni, come quella di entrare di notte attraverso una porta segreta, come anche al momento della dimissione, o quella di assistere alla messa da un soppalco nascosto. Esse in genere entravano al settimo mese di gravidanza, e se ne andavano un mese dopo il parto, con i costi interamente a carico della pia organizzazione, a meno che le donne non fossero di buona famiglia, caso in cui corrispondevano un contributo mensile. I figli venivano quasi sempre lasciati all'ospedale degli Innocenti, a cui si poteva accedere tramite un passaggio sotterraneo sotto via della Pergola, che sbucava negli orti del brefotrofio. Si calcola che ogni anni tra gli ottanta e i duecento nati dalle malamaritate finissero tra gli orfanelli degli Innocenti.

### Riforme
Nel 1774 Pietro Leopoldo sottopose l'ospizio allo Scrittoio delle Regie Fabbriche, da cui dipendevano gli immobili pubblici.
Dal 1811, come ricorda una targa su un portale settecentesco, l'ospizio venne definitivamente diviso in due sezioni indipendenti: al piano superiore, con accesso dal cortile della chisa, le "gravide vergognose"; al 64 le anziane lungodegenti, come ricorda una lapide sul portone :
| INGENVIS · PAVPERIBVS · QUE · FOEMINIS HOSPITANDIS BENEFICIENTIAE · PVBLICE · PRAEPOSITI ANNO · DOM · MDCCCXI PRIMATVM · VRBIS · GERENTE AEMILIO · PVCCIO · LEG · HON · EQ · IMP · COMITE |

La traduzione: "Gli incaricati della pubblica beneficenza, per ospitare donne oneste e povere, nell'anno del Signore 1811, mentre occupava la carica di sindaco Emilio Pucci, conte imperiale cavaliere della Legion d'Onore"
Nel 1775 il granduca affidò la direzione delle due strutture al Commissario pro tempore del brefotrofio degli Innocenti, col quale esisteva una lunga storia di cooperazione. La struttura venne beneficiata anche dalle rendite dello smantellamento dello spedale del Melani.
Nel 1836 venne deliberato di non accogliere più le anziane, ma fino al 1861 restarono le ospiti residue. Quell'anno vi venne istituito il Sifilocomio, per i controllo delle prostitute e della malattie veneree, e dal 1888 la Clinica Dermosifilopatica diretta da Celso Pellizzari.
Le due unità della struttura ormai si avviavano a storie diverse: la parte della chiesa passò all'Università, che vi mise l'Istituto di Storia dell'arte, mentre l'ospedale entrò nell'orbita di Santa Maria Nuova, come Cinica dermatologica e Istituto Fotoradioterapico, all'avanguardia nei settori della radiologia e fotobiologia. Nel 2012 tuttavia le cliniche vennero trasferite altrove, e si iniziò un lungo cantiere, concluso nel 2018, per ospitare due dipartimenti dell'Università: "Lettere e Filosofia" e "Formazione, Lingue, Intercultura, Letterature e Psicologia".

## Descrizione

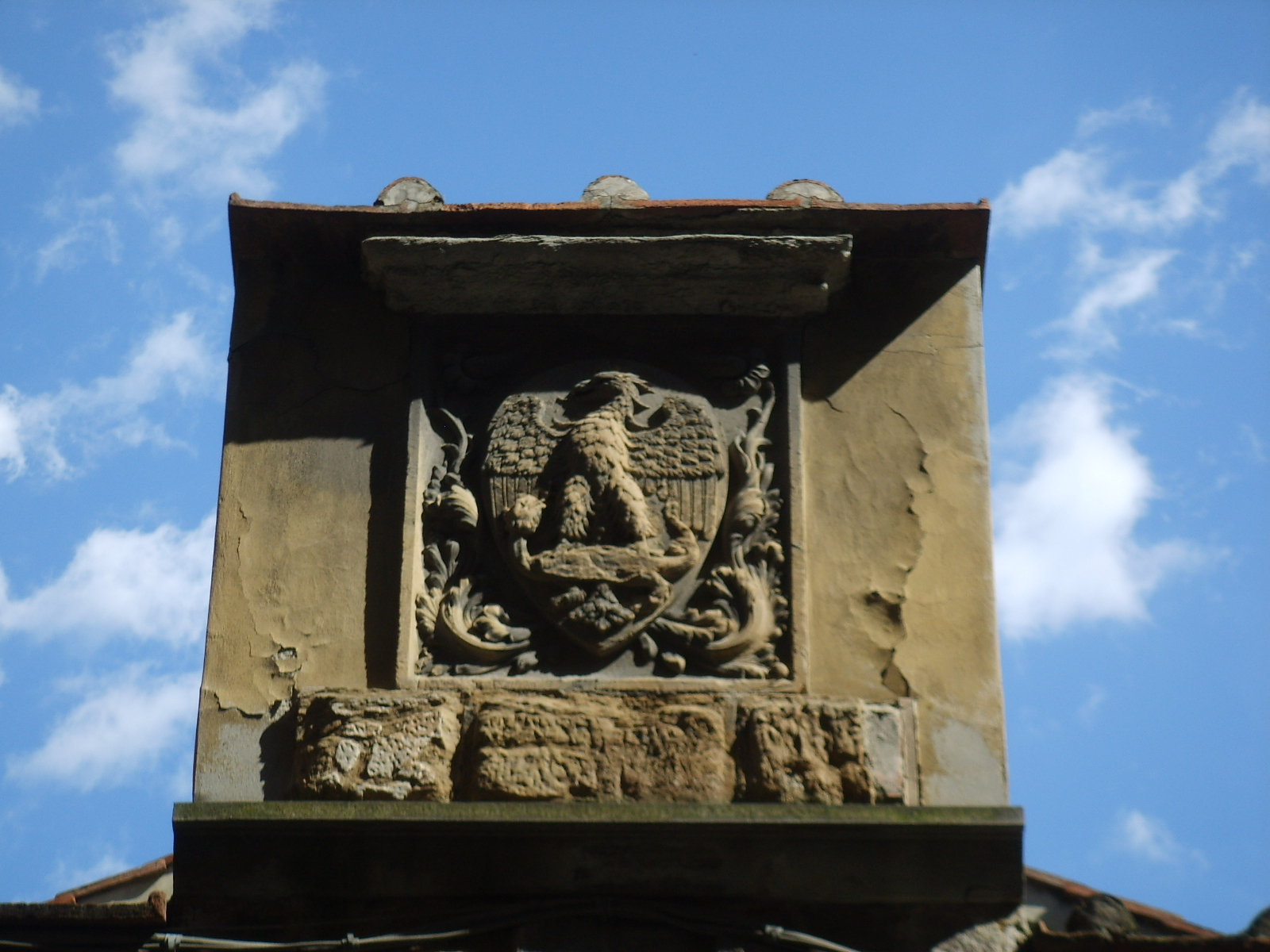
Stemma della Parte Guelfa

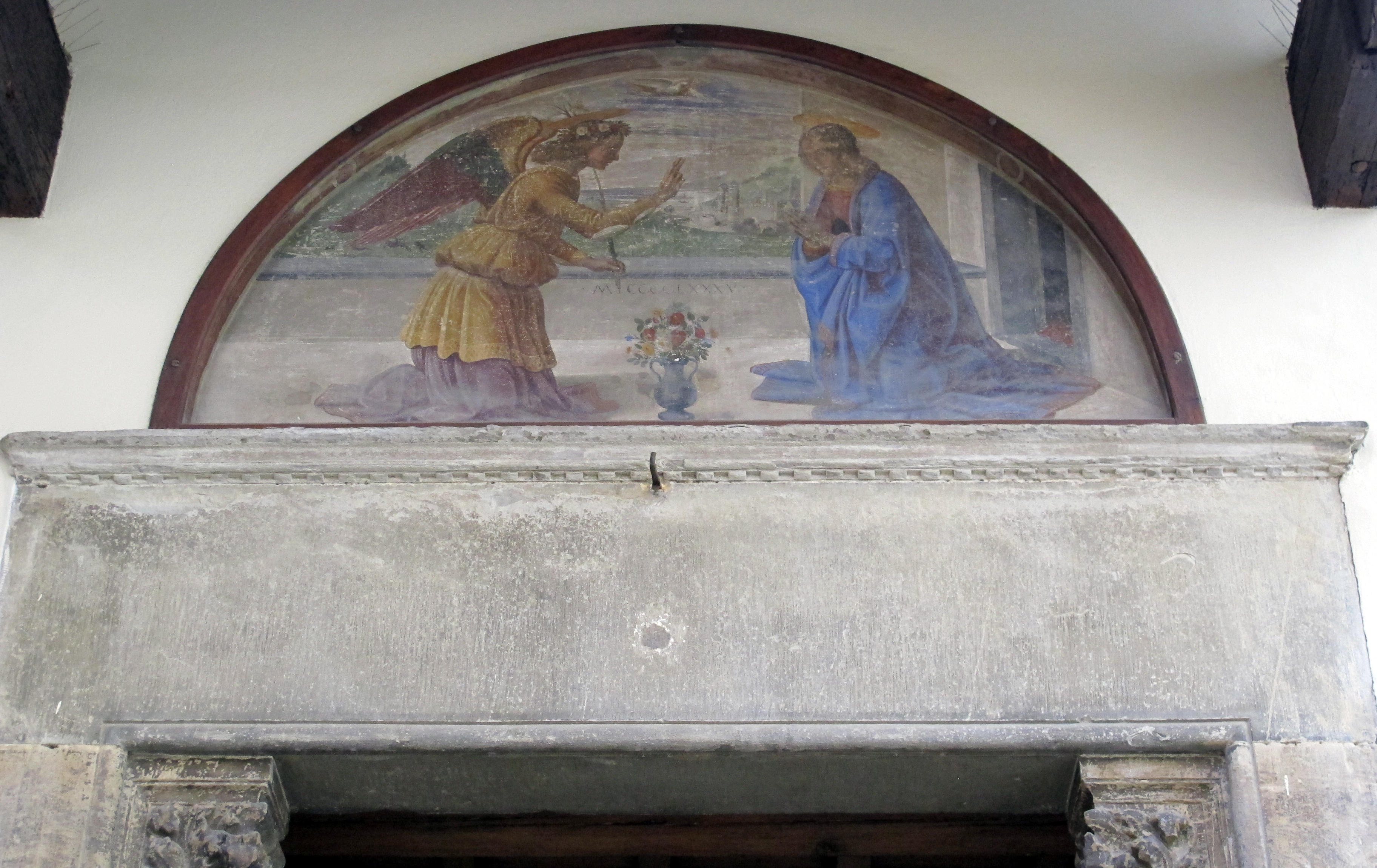
La lunetta del Mainardi

L'oratorio dell'ospedale, dedicato a Santa Maria di Orbatello, ha una semplice facciata a spiventi, con un coronamento costituito da una doppia fila di mattoni a dente di sega. Una cornice a forte sporgenza sovrasta il portale, dotato di lunetta in cui si trova un'Annunciazione attribuita a Sebastiano Mainardi (1485), e coperto da una tettoria lignea. Più avanti, in asse con via della Pergola, si apre un ingresso composto da un ampio portale in bugnato rustico, coronato da un architrave moderno e una ghiera antica a conci lisci disposti a raggiera sormontato dallo stemma dei capitani di Parte Guelfa, collocato su un'aggiunta in laterizi successiva. Ai lati si trovano due stemmi degli Alberti di Catenaia. Questo ingresso non è registrato nel disegno sul Codice Rustici (1425 circa), quando invece si accedeva da via Alfani sul lato meridionale, e sono ricordati a nord gli ambienti per le assistite, accessibili da due arconi a pieno centro nel lato ovest del cortile. Sulla mappa del Buonsignori (1594) invece si vede già l'ingresso sul lato occidentale.
Era composta da un'unica navata a forte sviluppo verticale, con presbiterio leggermente rialzato dal quale si accedeva alla scomparsa sagrestia sul fianco meridionale. L'illuminazione era garantita da altre finestre monofore trilobate (parzialmente esistenti e ripristinate nei recenti restauri) e la copertura è a capriate lignee, in gran parte decorate da pitture originali (fiori dipinti sulla sottocatena, girali d'acanto sulle mensole, triangolo bicromi e frecce spuntate in tricromia sulla catena e sul monaco), pienamente compatibili con illustri esempi coevi come le capriate della Badia Fiorentina, di Santa Croce, di San Barnaba e di San Marco.
Un coro sopraelevato in controfacciata dovrebbe risalire ai lavori del primo Settecento connessi a un maggior bisogno di riservatezza delle "gravide occulte".
Nella pianta pubblicata dal Richa nel 1754 si vede un ambiente perpendicolare alla chiesa dalla parete settentrionale della chiesa, oggi non più esistente, destinato alla distribuzione della Comunione alle gravide, che vivevano in un locale attiguo ma separato, e dal quale con una scala potevano accedere al "sopracoro" per assistere alla messa. Tale sistemazione fu all'origine di una certa asimmetria degli altari della chiesa, come registra la pianta stessa.
Nel cortiletto tra l'ingresso e l'oratorio si trova un tabernacolo ottocentesco contenente una Madonna col Bambino che è stata recentemente restaurata e riferita a un modello, di cui si conoscono alcune repliche, del Maestro del San Pietro di Orsanmichele, per alcuni il giovane Filippo Brunelleschi.

## Opere già in loco
- Bartolomeo di Fruosino, miniature del Graduale, 1417, oggi alla Bibliothèque Municipale di Douai (Francia)
- Giovanni Toscani, trittico a doppia facciata, oggi al Museo degli Innocenti, Firenze.
- Sebastiano Mainardi e Maestro dell'Epifania di Fiesole, Madonna col Bambino (affresco staccato) e tre figure incornicianti su tavola, oggi al Museo degli Innocenti, Firenze.